# Suholucicea, Vîșhorod
Suholucicea (în ucraineană Сухолуччя) este o comună în raionul Vîșhorod, regiunea Kiev, Ucraina, formată numai din satul de reședință.

## Demografie
Componența lingvistică a comunei Suholucicea
     Ucraineană (96,23%)
     Rusă (3,52%)
     Alte limbi (0,25%)
Conform recensământului din 2001, majoritatea populației comunei Suholucicea era vorbitoare de ucraineană (96,23%), existând în minoritate și vorbitori de rusă (3,52%).